# 노먼 맨리 국제공항
노먼 맨리 국제공항(Norman Manley International Airport, IATA: KIN, ICAO: MKJP)은 자메이카 킹스턴을 관할하는 국제공항으로, 뉴킹스턴의 중심부로부터 19킬로미터 떨어진 섬 남부에 위치한다. 생스터 국제공항에 이어 국가에서 2번째로 분주한 공항으로, 2020년의 도착 승객 수는 629,400명, 2021년 도착 승객 수는 830,500명을 기록했다.